# القصر الملكي في كابوديمونتي

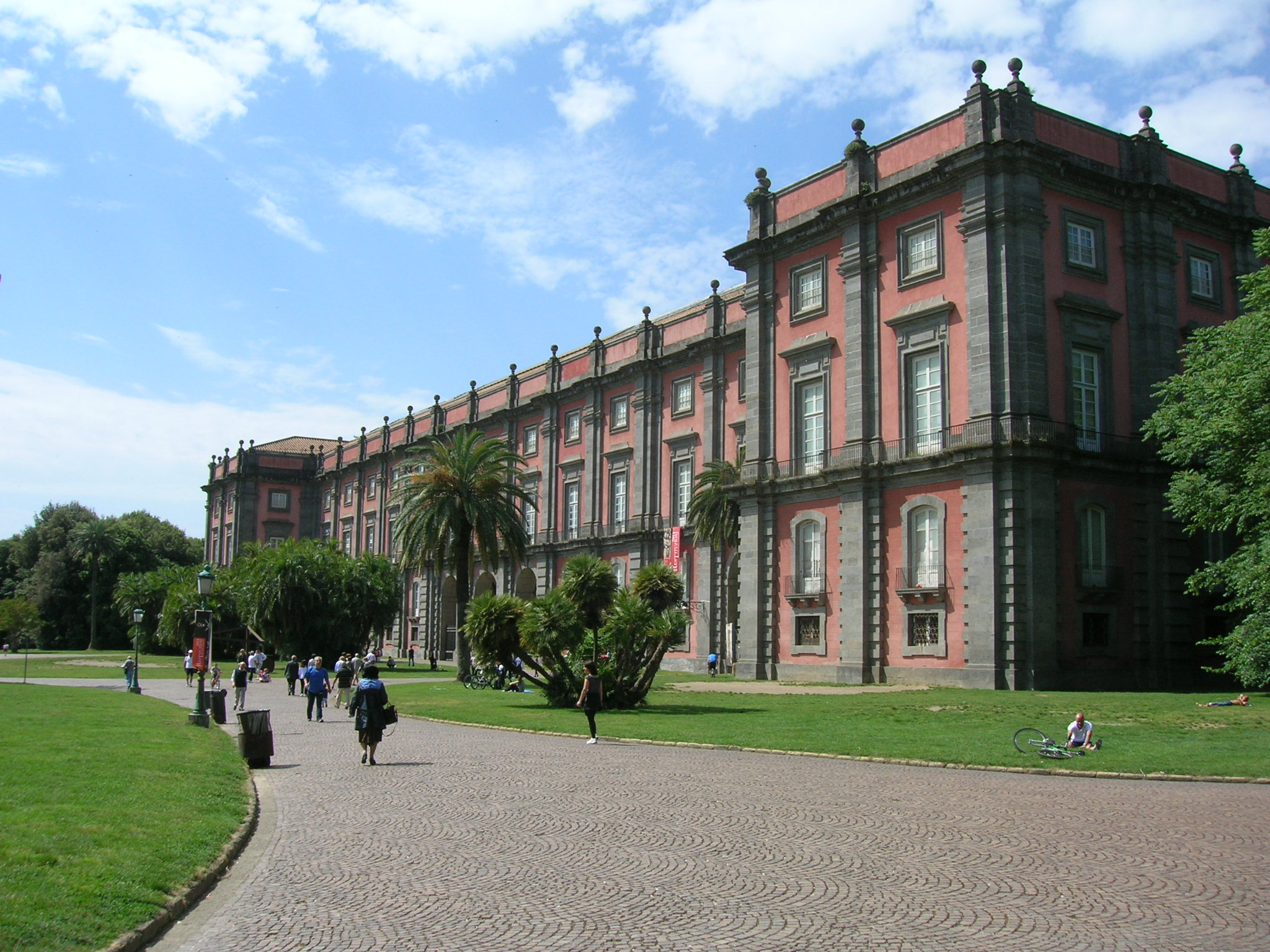

قصر كابوديمونتي الملكي (بالإيطالية: Reggia di Capodimonte)‏ هو قصر بوربوني في نابولي إيطاليا. كان المقر الصيفي واستراحة الصيد لملوك الصقليتين. يستضيف اليوم المتحف الوطني في كابوديمونتي ومعرضاً فنياً للمدينة. تعني «كابوديمونتي» «قمة التل»، حيث كان القصر في الأصل خارج المدينة والتي توسعت الآن لتحيط به ويتمتع ببرودة نسبية عن المدينة في فصل الصيف.